# Responsabilità processuale
La responsabilità processuale, nell'ordinamento giuridico italiano, è prevista dal codice di procedura civile (articolo 96) a carico della parte soccombente che ha agito in giudizio con dolo o colpa grave, e a carico della parte che senza la normale prudenza abbia chiesto l'esecuzione di un provvedimento cautelare, trascritto la domanda o iscritto ipoteca giudiziale, oppure abbia agito esecutivamente, per la tutela o la realizzazione di un diritto di cui poi sia stata accertata l'inesistenza.
Altre ipotesi sono previste dal codice civile (articolo 2920) a carico del creditore che ha agito in mala fede verso il terzo espropriato e dalla legge fallimentare (articolo 21, terzo comma) a carico del creditore istante che colposamente ha chiesto la dichiarazione di un fallimento poi revocato.
Una dottrina ritiene che quella processuale non sia una forma di responsabilità extracontrattuale, ma una figura autonoma di responsabilità regolata in via esclusiva dalla legge processuale. Dottrina maggioritaria ritiene invece di non poter condividere tale impostazione, considerando come le norme processuali prevedono dei casi di responsabilità, ma non costruiscono un sistema disciplinare per gli stessi, che quindi necessariamente s'innestano nello schema tipico dell'illecito civile e dei suoi principi cardine. In ogni caso, la dottrina dominante non riconduce però questa forma di responsabilità a quella aquiliana ex articolo 2043, ma la considera, accanto agli altri casi di responsabilità civile, un illecito extracontrattuale. Precisamente, si rileva, è una forma di responsabilità riferita a casi di illecita invasione dell'altrui sfera giuridica, basati però sugli specifici presupposti indicati dalle norme processuali. La responsabilità processuale difende dunque l'interesse del cittadino a non subire azioni o resistenze processuali infondate: per la giurisprudenza, questo interesse fonda un diritto soggettivo (il cosiddetto diritto di non subire turbative processuali).

## Disciplina
Malgrado vi siano una giurisprudenza ed una dottrina che considerano la responsabilità processuale regolata solo dalle norme che la prevedono, senza possibilità di riferimenti alla normativa più generale dell'illecito civile, altra dottrina si attesta su posizioni antitetiche e considera che l'inquadramento della responsabilità processuale entro la categoria dei fatti illeciti impone l'applicazione delle norme che li regolano, dovendosi operare la seguente ripartizione: alle norme processuali resta riservata la disciplina dei peculiari presupposti di tale responsabilità e della competenza del giudice, mentre alle norme sull'illecito extracontrattuale è rimessa la regolamentazione concernente il rapporto eziologico tra fatto e danno, le esimenti, l'incapacità naturale. 

## Carico delle spese
Le spese processuali possono gravare sulla parte sia in termini di rimborso dell'altra, sia in termini di sopportazione delle spese proprie. Di regola, le spese seguono la soccombenza, con la parte sconfitta nel giudizio che sopporta le spese che ha sostenuto e rimborsa quelle sofferte dall'altra (tranne però quelle eccessive e superflue). In caso di soccombenza reciproca o quando ricorrono giusti motivi, il giudice può compensare in tutto o in parte le spese fra i soggetti del giudizio. La parte che ha violato il dovere di lealtà e probità deve rimborsare all'altra le spese anche se risulta vittoriosa nel giudizio: rimborserà, allora, le spese conseguenti alla sua slealtà. Anche la parte che ha agito con mala fede o colpa grave è obbligata al rimborso. La regola base, per la quale le spese seguono la soccombenza, ha indotto autorevole dottrina a parlare di ipotesi di responsabilità oggettiva.